# Lucien René Lauk
Lucien René Lauk dit Jean, né le 15 septembre 1918 à Paris 20e et mort le 8 janvier 2007 à Montfermeil (Seine-Saint-Denis), est un coureur cycliste français. Il est professionnel de 1946 à 1951.
Ses frères Lucien Lauk et René Lauk  furent aussi des coureurs cyclistes indépendants puis professionnels de 1946 à 1951.

## Palmarès
- 1945
  - 2e étape de Paris-Provins-Paris[2]
- 1946
  - Prix de la France-Libre
- 1947
  - Grand Prix des Alliés
- 1948
  - 2e des Boucles de la Seine
  - 4e de Paris-Tours
- 1949
  - 3e du Grand Prix Catox
  - 5e de Paris-Tours
- 1950
  - 3e de La Rochelle-Angoulême

## Résultats sur les grands tours

### Tour de France
1 participation
- 1948 : abandon (8e étape)